# Fracas
Der Fracas ist eine angepasste Version des von der Firma Adidas hergestellten offiziellen Spielballs der Fußball-Europameisterschaft 2016 in Frankreich. Diese Version wurde nur in der K.-o.-Runde des Turniers eingesetzt und weist im Vergleich zum Beau Jeu (franz. „schönes Spiel“), der Original-Version, rein optische Änderungen auf, wird jedoch abgrenzend zu der Version aus der Gruppenphase als eigener Ball geführt. Damit gab es zum ersten Mal in der Geschichte des Wettbewerbs, bereits nach der Gruppenphase ein eigenes Design bei dem Spielball.

## Design
Im Vergleich zum Original-Design, sind die Zahlen, welche in der Kombination das Jahr der Austragung bilden, mit einer Farbverschiebung versehen worden. Hier blieb das Farbschema erhalten, es wurden nun jedoch zusätzliche leichte Transparenz-Effekte ergänzt. An jeweils einer gewölbten Stelle der Zahl wurde eine Trefferstelle ergänzt, dessen Flugrichtung von einem Schweif gekennzeichnet wird. Die schwarzen Streifen, welche im Bereich der Zahl jeweils enden, haben ebenfalls eine Farbverschiebung erhalten. Zusätzlich wurde der blaue obere Rand mit einem roten ausgetauscht und vom Start bis zur Hälfte der Fläche, ein abschwächender roter Verlauf ergänzt. An den unteren Rand des Streifen wurde ein Effekt ergänzt, welcher Farbspritzer darstellen soll.